# Majoria qualificada
Majoria qualificada és el sistema de votació mitjançant el qual calen més vots o més requisits que en una majoria ordinària per a aprovar una decisió. Existeixen moltes formes de majoria qualificada: 
- Percentatge mínim de vots: Es pot requerir un percentatge mínim per a poder prendre una decisió sensible, per exemple: dos terços, tres cinquens o quatre setens dels vots. La majoria absoluta, en aquest sentit, seria un tipus de majoria qualificada.
- Mínim de vots vàlids: En aquest cas les abstencions no són neutres, sinó que impedeixen que la decisió s'aprovi.

## Sistemes parlamentaris
En general, s'entén per majoria qualificada en els sistemes parlamentaris i, per extensió, en qualssevol òrgans col·legiats públics i privats, que la votació sobre un assumpte sotmès a la seva consideració requereix, per a la seva aprovació, que s'emeti un percentatge important de vots al seu favor (normalment major del 50%). Una relació habitual sol ser superior a dos terços de la càmera. Amb això es busca que una decisió molt sensible haurà d'adoptar-se per una molt àmplia majoria. A vegades també cal quòrum.

## Unió Europea
La majoria qualificada correspon al nombre de vots que ha d'arribar-se en el Consell perquè s'adopti una decisió quan les deliberacions es fan sobre la base de l'apartat 2 de l'article 205 del Tractat constitutiu de la Comunitat Europea.